# Giovanni Mariani
Giovanni Mariani (ur. 17 czerwca 1919 w Santo Stefano d’Aveto, zm. 23 stycznia 1991) – włoski duchowny rzymskokatolicki, arcybiskup, dyplomata papieski.

## Życiorys
21 marca 1942 otrzymał święcenia prezbiteriatu.
16 października 1967 papież Paweł VI mianował go pronuncjuszem apostolskim w Senegalu, delegatem apostolskim Afryki Zachodniej oraz arcybiskupem tytularnym missuańskim. 3 grudnia 1967 przyjął sakrę biskupią z rąk sekretarza stanu kard. Amleto Giovanniego Cicognaniego. Współkonsekratorami byli sekretarz Świętej Kongregacji Rozkrzewiania Wiary abp Sergio Pignedoli oraz biskup Bobbio Pietro Zuccarino.
Wraz z nawiązywaniem przez papiestwo stosunków dyplomatycznych z kolejnymi krajami Afryki i ustanawianiu w nich nuncjatur abp Mariani zostawał dodatkowo: pronuncjuszem apostolskim w Nigrze (od 20 września 1971), pronuncjuszem apostolskim w Dahomeju (24 marca 1972 - 17 października 1973), pronuncjuszem apostolskim na Wybrzeżu Kości Słoniowej (19 czerwca 1972 - 17 października 1973), pronuncjuszem apostolskim w Górnej Wolcie oraz delegatem apostolskim w Mali i w Mauretanii (od 17 października 1973).
Misję w Afryce zakończył 11 stycznia 1975, gdy został mianowany nuncjuszem apostolskim w Wenezueli. W styczniu 1978 powrócił do Rzymu, gdzie został urzędnikiem sekretariatu stanu.
25 kwietnia 1980 przeniesiony na urząd pronuncjusza apostolskiego w Grecji, który pełnił do przejścia na emeryturę 5 maja 1990.